# Genijalna prijateljica (televizijska serija)
Genijalna prijateljica poznata isto kao Moja genijalna prijateljica (tal. L'amica geniale) talijansko-američka je televizijska serija koju je stvorio Saverio Costanzo. U produkciji Wildsidea, Fandanga i The Apartment s Umedijom i Moweom za Rai Fiction, HBO i TIMvision, riječ je o adaptaciji istoimene serije romana Elene Ferrante. Seriju u inozemstvu distribuira Fremantle u verziji s podnaslovima i pod naslovom My Brilliant Friend u zemljama engleskog govornog područja.
Prva  sezona, temelji se na prvom romanu tetralogije, Genijalna prijateljica, snimanje je započelo u listopadu 2017. a trajalo do lipnja 2018., a emitiranje u Sjedinjenim Američkim Državama započelo je 18. studenog 2018. na HBO programu.
Druga sezona, temelji se na drugom romanu tetralogije, Priča o novom prezimenu, službeno je potvrđena 4. prosinca 2018., snimanje je započelo u ožujku 2019. u trajanju od šest mjeseci, a emitiranje u Italiji započelo je 10. veljače 2020. na Rai 1 programu.
Treća sezona, temelji se na trećem romanu tetralogije, Priča o onima koji bježe i onima koji ostaju. U siječnju 2022. prikazan je trailer i najavljen datum emitiranja. 6. veljače 2022. u Italiji na Rai 1 programu, a na HBO-u i HBO Maxu u Americi bit će emitirana od 28. veljače.
Posljednja, četvrta sezona od osam epizoda, temeljena na posljednjoj romanu tetralogije, Priča o izgubljenoj djevojčici, deset epizoda premijerno će početi s prikazivanjem na kanalu HBO i na Maxu 9. rujna 2024. dok u italiji na kanalu Rai 1 od 11. studenoga 2024.

## Radnja
Serija govori o posebnoj vezi koja ujedinjuje Elenu Greco i Raffaellu Cerullo, dvije djevojke pedesetih godina koje odrastaju u napuljskom okrugu, ponovno stvara atmosferu neorealizma tih godina.

## Pregled serije
Prva sezona premijerno je prikazana u Sjedinjenim Američkim Državama na HBO-u na izvornom jeziku s podnaslovima na engleskom jeziku od 18. studenoga 2018. godine  U Italiji je emitirana na Rai 1 od 27. studenoga 2018. U Hrvatskoj su sve epizode prikazane s danom zakašnjenja, dok je HTV 2 prvu sezonu prikazao od 24. rujna do 15. listopada 2021.
Druga sezona prvi je put emitirana u Italiji na Rai 1 od 10. veljače do 2. ožujka 2020. U Sjedinjenim Američkim Državama premijerno je prikazan na HBO-u od 16. ožujka do 4. svibnja 2020. godine. Dok u Hrvatskoj je premijerno prikazana od 24. ožujka do 5. svibnja 2020. na HBO-u, a od 1. rujna do 12. rujna 2022. premijerno na HTV 3.
Treća sezona premijerno se počela emitirati u Italiji na Rai 1 od 6. veljače 2022., dok u Hrvatskoj na streaming platformi HBO GO dan kasnije 7. veljače.
Četvrta sezona premijerno će početi s prikazivanjem u Americi na kanalu HBO i na Maxu, 9. rujna 2024., dok u Hrvatskoj premijerno na Maxu 10. rujna 2024. U Italiji na kanalu Rai 1, krenut će s prikazivanjem 11. studenoga 2024.
| Sezona | Epizode | Američka premijera HBO | Talijanska premijera RAI 1 | Hrvatska premijera  | Hrvatska premijera |
| Sezona | Epizode | Američka premijera HBO | Talijanska premijera RAI 1 | HBO                 | HTV 2 / 3          |
| ------ | ------- | ---------------------- | -------------------------- | ------------------- | ------------------ |
| 1.     | 8       | 18. studenoga 2018.    | 27. studenoga 2018.        | 19. studenoga 2018. | 24. rujna 2021.    |
| 2.     | 8       | 16. ožujka 2020.       | 10. veljače 2020.          | 24. ožujka 2020.    | 1. rujna 2022.     |
| 3.     | 8       | 28. veljače 2022.      | 6. veljače 2022.           | 7. veljače 2022.    | –                  |
| 4.     | 10      | 9. rujna 2024.         | 11. studenoga 2024.        | 10. rujna 2024.     | –                  |

| Epizoda | Talijanski      | Engleski           | Hrvatski                  |
| ------- | --------------- | ------------------ | ------------------------- |
| 1.      | Le bambole      | The Dolls          | Lutke                     |
| 2.      | I soldi         | The Money          | Novac                     |
| 3.      | Le metamorfosi  | The Metamorphoses  | Metamorfoze               |
| 4.      | La smarginatura | Dissolving Margins | Prelijevanje na marginama |
| 5.      | Le scarpe       | The Shoes          | Cipele                    |
| 6.      | L'isola         | The Island         | Otok                      |
| 7.      | I fidanzati     | The Fiancés        | Zaručnici                 |
| 8.      | La promessa     | The Promise        | Obećanje                  |

| Epizoda | Talijanski       | Engleski             | Hrvatski     |
| ------- | ---------------- | -------------------- | ------------ |
| 1.      | Il nuovo cognome | The New Name         | Novo prezime |
| 2.      | Il corpo         | The Body             | Tijelo       |
| 3.      | Scancellare      | Erasure              | Izbrisati    |
| 4.      | Il bacio         | The Kiss             | Poljubac     |
| 5.      | Il tradimento    | The Betrayal         | Izdaja       |
| 6.      | La rabbia        | Rage                 | Bijes        |
| 7.      | I fantasmi       | The Secret Notebooks | Duhovi       |
| 8.      | La fata blu      | The Blue Fairy       | Plava vila   |

| Epizoda | Talijanski           | Engleski                        | Hrvatski                        |
| ------- | -------------------- | ------------------------------- | ------------------------------- |
| 1.      | Sconcezze            | Indecencies                     | Nepristojnosti                  |
| 2.      | La febbre            | The fever                       | Groznica                        |
| 3.      | La cura              | The Treatment                   | Terapija                        |
| 4.      | Guerra fredda        | Cold War                        | Hladni rat                      |
| 5.      | Terrore              | Terror                          | Teror                           |
| 6.      | Diventare            | Becoming                        | Postajanje                      |
| 7.      | Ancora tu            | Try Again                       | Pokušaj ponovno                 |
| 8.      | Chi fugge, chi resta | Those Who Leave, Those Who Stay | Oni koji bježe, oni koji ostaju |

| Epizoda | Talijanski      | Engleski          | Hrvatski    |
| ------- | --------------- | ----------------- | ----------- |
| 1.      | La separaziona  | The Separation    | Razdvajanje |
| 2.      | La dispersione  | The Dispersion    | Rasap       |
| 3.      | I compromessi   | Compromises       | Kompromisi  |
| 4.      | Il terremoto    | Earthquake        | Potres      |
| 5.      | La frattura     | The Break         | Prekid      |
| 6.      | L'imbroglio     | The Cheat         | Prijevara   |
| 7.      | Il ritorno      | The Return        | Povratak    |
| 8.      | L'indagine      | The Ivestigation  | Istraga     |
| 9.      | La scomparsa    | The Disappearance | Nestanak    |
| 10.     | La restituzione | Restitution       | Povrat      |

## Glumačka postava

### Glavni likovi
- Elisa Del Genio (sezona 1,gost u 2. sez.) / Margherita Mazzucco (sez. 1 – 3) / Alba Rohrwacher (sez. 4) kao Elena "Lenù" Greco: Rođena u kolovozu 1944., autorica je jako duge priče koju nam pripovijeda. Elena ju počinje pisati kada sazna da je njezina prijateljica iz djetinjstva, Lila, nestala. Nakon osnovne škole Elena nastavlja studirati sa sve većim uspjehom. U srednjoj školi njezina vještina i zaštita profesora Galianija omogućuju joj da prevlada neozlijeđen sukob s profesorom vjeronauka o ulozi Duha Svetoga. Na poziv Nina Sarratorea, u kojeg je potajno zaljubljena od ranog djetinjstva, i uz dragocjenu Lilinu pomoć pisat će o tom sukobu u članku, ali na kraju ga neće objaviti časopis s kojim Nino surađuje. Elenine briljantne studije okrunjene su njezinom diplomom u "Scuola Normale di Pisa", gdje se upoznala i zaručila za Pietra Airotu, te objavljivanjem romana u kojem je preradila život u četvrti i adolescentska iskustva preživjelih na Ischiji.
  - Igraju i Alba Rohrwacher (pripovjedačica), Elisabetta De Palo (starija, gost u sez. 1), Ingrid Del Genio (kao dijete, gost u sez. 1).
- Ludovica Nasti (sezona 1,gost u 2. sez.) / Gaia Girace (sez. 1 – 3, gost u 4. sez) Irene Maiorino (sez. 4) kao Raffaella "Lila" Cerullo: Znatiželjna i inteligentna djevojka, sposobna razumjeti svijet oko sebe bolje od drugih. Ona je vulkanska, s odgovorom uvijek spremnim, sposobna izluditi svakoga tko ima bilo kakve veze s njom. Uskoro se javlja snažno prijateljstvo između nje i Elene, u kojem je, međutim, teško odvojiti ljubav i zavist: tajno natjecanje između njih je ono što gura oboje da se poboljšaju.
- Anna Rita Vitolo kao Immacolata Greco: Elenina majka, kućanica. Ona je pravo težište obitelji Greco. Žena, s hromim hodom i oštrim jezikom, bori se pokazati svoju naklonost svojoj djeci i nadasve se bori da razumije Elenu, toliko različitu od nje.
- Luca Gallone kao Vittorio Greco: Elenin otac, sudski službenik, tih čovjek, dobar i nesposoban da se izbori za sebe.
- Imma Villa kao Manuela Solara: Supruga Silvija Solare, ona je ta koja uzima u obzir sve dugove četvrti u svojoj crvenoj knjizi.
- Antonio Milo kao Silvio Solara: Vlasnik Solara Bar-a, krupan i velik čovjek, prvi se javi kada mora nekoga zastrašiti.
- Alessio Gallo kao Michele Solara: Prvi sin Silvija i Manuele, on je nasilan i prenaglašeni dječak.
  - Adriano Tammaro kao Michele u mlađim danima u prvoj sezoni.
- Valentina Acca kao Nunzia Cerullo: Majka Lile i Rina, ona je ponizna žena i podređena svom mužu.
- Antonio Buonanno kao Fernando Cerullo: Lilin i Rinov otac je četrdesetogodišnjak, neuk i sklon podići ruke na svoju djecu. Postolar četvrti, on je taj koji svojim radom uzdržava obitelj, ali samo zahvaljujući Lili i njezinoj znatiželji moći će napraviti iskorak pretvarajući svoju prodavaonicu obuće u pravu tvornicu cipela.
- Dora Romano kao učiteljica Oliviero: Učiteljica Elene i Lile u osnovnoj školi, ona je snažna, hrabra i odlučna žena. Odmah je vidjela potencijal svojih učenika. Umire od starosti na kraju druge sezone.
- Antonio Pennarella kao Don Achille: Krupan i zastrašujući čovjek, obogaćen zahvaljujući ilegalnom trgovinom osnovnim potrepštinama, svi ga se boje, osim Solara. Ubijen je u drugoj epizodi prve sezone.
- Nunzia Schiano kao Nella Incardo: Rođakinja učiteljice Olivieri. Živi na otoku Ischia i ljeti u svom domu ugošćuje Elenu i Sarratorea.
- Giovanni Amura kao Stefano Carracci: Najstariji sin Don Achillea, tvrdoglav dječak s jakim poduzetničkim duhom.
  - Kristijan Di Giacomo kao Stefano u mlađim danima u prvoj sezoni.
- Gennaro De Stefano kao Rino Cerullo: Lilin stariji brat, živahan i marljiv.
  - Tommaso Rusciano kao Rino u mlađim danima u prvoj sezoni.
- Francesco Serpico (sez. 1 – 3) / Fabrizio Gifuni (sez. 4) kao Nino Sarratore: Donatov najstariji sin i Elenina velika simpatija, on je tihi dječak i tmuran, bori se da ima dobar odnos s roditeljima, osobito s ocem.
  - Alessandro Nardi kao Nino u mlađim danima u prvoj sezoni.
- Federica Sollazzo kao Pinuccia Carracci: Drugo dijete Don Achillea, ona je pomalo površna djevojka.
- Anna Redi (sez. 1) / Clotilde Sabatino (sez. 2) kao Profesorica Galiani
- Ulrike Migliaresi kao Ada Cappuccio: Melinina najstarija kći pomaže majci koliko može, prebrzo odrastajući.
  - Lucia Manfuso kao Ada u mlađim danima u prvoj sezoni.
- Christian Giroso kao Antonio Cappuccio: Melinin najmlađi sin, mehaničar, pokušava zaraditi novac potreban obitelji.
  - Domenico Cuomo kao Antonio u mlađim danima u prvoj sezoni.
- Eduardo Scarpetta kao Pasquale Peluso: Najstariji sin Alfreda i Giuseppine, zainteresiran je za socijalnu pravdu.
  - Francesco Catena kao Pasquale u mlađim danima u prvoj sezoni.
- Giovanni Buselli kao Enzo Scanno: Sin Nikole i Assunte, također prodavač povrća. Lila ga voli od djetinjstva. Enzo je dugo bio zaručen s Carmen Peluso, ali odlazi bez objašnjenja kada se vrati u vojnu službu. U vojsci je nastavio studij i diplomirao kao privatnik i industrijski stručnjak. Kada Lila odluči trajno napustiti Stefana, on se brine o njoj i sinu Gennaru i odvodi ih da žive u San Giovanni a Teduccio.
  - Vincenzo Vaccaro kao Enzo u mlađim danima u prvoj sezoni.
- Giovanni Cannata kao Armando Galiani: Student medicine, sin profesorice Galiani.
- Francesco Russo kao Bruno Soccavo: Prijatelj Nina Sarratorea i sin bogatog industrijalca iz San Giovannija a Teduccia. Zaposlio je Lilu u obiteljskoj tvornici kobasica.
- Bruno Orlando (sez. 2 – 3) Stefano Dionisi (sez. 4) kao Franco Mari: Studentica i Elenin dečko tijekom prvih godina fakulteta.
- Daria Deflorian kao Adele Airota: Žena Guida Airote. Surađuje s milanskom izdavačkom kućom koja objavljuje Elenin roman.
- Matteo Cecchi (sez. 2 – 3) /  Pier Giorgio Bellocchio (sez. 4) kao Pietro Airota: Elenina kolegica s fakulteta i njen dečko, predodređeni za briljantnu sveučilišnu karijeru.

### Sporedni likovi
Obitelj Greco
- Peppe Greco, Elenin mlađi brat.
- Gianni Greco, Elenin mlađi brat.
- Elisa Greco, Elenina mlađa sestra.

Obitelj Carracci
- Maria Carracci, supruga Don Achilla.
- Alfonso Carracci, treći sin Don Achilla, on je kolega Elene i Lile, dobar i inteligentan.

Obitelj Peluso
- Alfredo Peluso, stolar, optužen je za ubojstvo Don Achilla, iako glasno iskazuje svoju nevinost, zatvoren je u zatvoru.
- Giuseppina Peluso, Alfredova žena. Objesila se usred druge sezone.
- Carmela Peluso, Alfredova kći, ubrzo je postala strastvena prema fotonovelama i ljubavnim pričama.

Obitelj Cappuccio
- Melina Cappuccio, žena koja je nedavno izgubila muža i koja se zaljubi u Donata Sarratorea. Kada odluči promijeniti svoj život upravo zbog svojih osjećaja, čini se da žena poludi. U četvrti je nazivaju ludom: vrišti ime svoje izgubljene ljubavi i zanemaruje svoju djecu.

Obitelj Sarratore
- Donato Sarratore, ekscentričan čovjek, koji radi u željeznici, u slobodno vrijeme piše poezije. Njegova ekscentričnost čini ga velikim uspjehom kod žena, što ga tjera da putuje sa suprugom Lidijom.
- Lidia Sarratore, Donatova supruga.
- Marisa Sarratore, Donatova srednja kći, simpatična djevojka Eleninih godina s kojom će dijeliti ljetni odmor na otoku Ischia.
- Pino Sarratore, mlađi Donatov sin.
- Clelia Sarratore, mlađi Donatov sin.
- Ciro Sarratore, mlađi Donatov sin.
- Eleonora Sarratore, supruga Nina Sarratorea.

Obitelj Scanno
- Nicola Scanno, prodavač povrća.
- Assunta Scanno, Nikolina supruga.

Obitelj Solara
- Marcello Solara, sin Silvija i Manuele, zaljubljen je u Lilu.

Obitelj Spagnuolo
- Gospodin Spagnuolo, slastičar Solara Bar.
- Rosa Spagnuolo, slatičareva supruga.
- Gigliola Spagnuolo, slatičareva kći, nestašna djevojka sposobna za velike grozote.

Ostali likovi
- Jolanda, poštarica.
- Maestro Ferraro, učitelj osnovne škole četvrti i knjižničar.
- Gino, sin ljekarnika i Elenin prvi dečko.
- Profesor Gerace, profesor srednje škole.
- Nadia Galiani

## Promocija
U kolovozu 2018. na YouTubeu su objavljena dva trailera, od kojih je jedan bio titlovan na engleskom jeziku.
Prve dvije epizode premijerno su prikazane na 75. Venecijanskom filmskom festivalu, a nakon toga su premijerno prikazane u talijanskim kinima prva tri dana listopada 2018.
Serija je prodana u 162 zemlje i tako dosegla svjetsku difuziju.

## Priznanja
- 2019. Premio Flaiano
  - Premio della Presidenza a Ludovica Nasti e Elisa Del Genio
- 2019. Gotham Independent Film Awards
  - Nominirana za Revolucionarnu seriju u dugom formatu
- 2020. Premio Biagio Agnes

## Vanjske poveznice
- Službena stranica HBO
- Genijalna prijateljica u internetskoj bazi filmova IMDb-a